# Illes Frisones Orientals

Mapa de les Illes Frisones Orientals.

Les illes Frisones Orientals (en alemany::Ostfriesische Inseln) són un arxipèlag litoral d'Alemanya a la Mar del Nord que forma part de les Illes Frisones. Aquest arxipèlag està situat davant la costa de la Baixa Saxònia entre les desembocadures dels rius Ems i el Weser, l'espai marí entre el continent i aquestes illes constitueix la Mar de Wadden.
Les illes habitades són 7, d'Oest a Est: Borkum, Juist, Norderney, Baltrum, Langeoog, Spiekeroog i Wangerooge. Els illots no poblats són Lütje Hörn a l'est de Borkum, Memmert al sud de Juist i Minserer Oog a l'est de Wangerooge. Lütje Hörn des de 2003, ja no es considera un illot perquè les fortes marees l'han recobert de sorra i actualment és un simple banc de sorra.
La circulació d'automòbils està prohibida a totes les illes excepte a Borkum i Norderney.
Les illes i els seus voltants formen part del Parc Nacional de Wadden i de Schleswig-Holstein.